# Barranc de Comellar
El Barranc de Comellar és un barranc de l'antic terme de Toralla i Serradell, actualment inclòs en el terme municipal de Conca de Dalt, al Pallars Jussà.
Aquest barranc es forma a les Bancalades, des d'on davalla per lo Comellar, cap al sud-est. Paral·lel pel nord al barranc de Santa Cecília, discorre pels peus del Serrat de Castellets, primer, i abans d'arribar a la Costa de Matacabrits, se'n va a trobar el barranc de Saülls, i tots dos formen el barranc de Santa Llúcia.